# 교토 뉴스 845
교토 뉴스 845(京都ニュース845)은 NHK 교토 방송국에서 방송되고 있는 프로그램으로 교토부 지역 소식을 전하는 로컬 뉴스 프로그램이다.

## 방송시간
- 매주 월 ~ 금 오후 8시 45분 ~ 9시(15분)